# Isabelle Goldschmidt
Isabelle Alice Goldschmidt (Firenze, 5 april 1869 - Brussel, 23 juni 1929), ook bekend als Isabelle Goldschmidt-Franchetti en Isabelle Errera, was een Belgisch kunstverzamelaar en mecenas.

## Levensloop
Ze was een dochter van de bankier Benedict Hayum Goldschmidt en van Sophie Franchetti. Ze trouwde in 1890 met Paul Errera en ze kregen twee kinderen: Gabrielle (1892-1998) en Jacques Errera (1896-1977).
Isabelle Goldschmidt legde een collectie aan van textielstoffen en van kantwerk, die ze schonk aan de Koninklijke Musea voor Kunst en Geschiedenis. De verzameling waardevolle boeken die ze bijeenbracht en bewaarde in een bijgebouw van het Hotel Errera, schonk ze aan het rijk en ze worden bewaard in de hogeschool van Ter Kamerenbos. Ze was ook voorzitster van de 'Vereniging van Israëlitische Moeders'.
Het echtpaar Errera bewoonde een groot hotel in de Brusselse Marnixlaan, die bekend werd vanwege zijn Woensdagnamiddagbijeenkomsten. De Belgische politieke, wetenschappelijke, artistieke en financiële elite ontmoette er elkaar, evenals buitenlandse personaliteiten die Brussel bezochten. Onder de gasten zijn te vermelden: Emile Francqui, Henri Grégoire, Oscar Grosjean, Henry Van de Velde, Paul Hymans, Emile Vandervelde en anderen, die meestal met de ULB verbonden waren. Het salon verwelkomde ook de zionistische leider Chaim Weizmann en antifascistische vluchtelingen uit Italië.
Tijdens de Eerste Wereldoorlog was de woning Errera-Goldsmidt een centrum van verzet tegen de Duitse bezetting. Het clandestiene verzetsblad Le Flambeau werd er gesticht. Door verklikking werd Isabelle Errera gearresteerd en in de gevangenis van Sint-Gillis opgesloten.
Van Isabelle Goldschmidt bestaat een bekend portret, gemaakt door Fernand Khnopff.

## Publicaties
- Collection de broderies anciennes, Brussel, 1905.
- Dictionnaire répertoire des peintres depuis l'Antiquité jusqu'à nos jours, Parijs, 1913-1924.
- Répertoire des peintures datées, Brussel/Parijs, 1920.